# Япония на зимних Олимпийских играх 1988
Япония принимала участие в зимних Олимпийских играх 1988 года в Калгари (Канада) в тринадцатый раз за свою историю, и завоевала одну бронзовую медаль.

## Медали
БронзаКонькобежный спорт, мужчины — Акира Куроива.

## Состав сборной
Японию представляли 48 спортсменов: 11 женщин и 37 мужчин, которые соревновались в 9 видах спорта. Младшей участницей сборной была 14-летняя фигуристка Дзюнко Ягинума, старшим — 32-летний биатлонист Коити Сато. Знаменосцем была конькобежка и велогонщица Сэйко Хасимото.

## Результаты

### Биатлон
10 км — мужчины
23 февраля
| Спортсмен         | Промахи | Время   | Место |
| ----------------- | ------- | ------- | ----- |
| Акихиро Такидзава | 5       | 31:38,7 | 63    |
| Коити Сато        | 3       | 29:43,1 | 59    |
| Тадаси Накамура   | 2       | 28:11,4 | 44    |
| Мисао Кодатэ      | 2       | 27:52,6 | 39    |

20 км — мужчины
20 февраля
| Спортсмен         | Время     | Промахи | Поправленное время | Место |
| ----------------- | --------- | ------- | ------------------ | ----- |
| Акихиро Такидзава | 1’03:38,0 | 7       | 1’10:38,0          | 61    |
| Коити Сато        | 1’02:18,7 | 8       | 1’10:18,7          | 60    |
| Тадаси Накамура   | 57:01,3   | 8       | 1’05:01,3          | 48    |
| Мисао Кодатэ      | 57:51,0   | 6       | 1’03:51,0          | 40    |

Эстафета 4x7,5 км — мужчины
| Спортсмены                                                | Дата       | Результат | Результат | Результат |
| Спортсмены                                                | Дата       | Промахи   | Время     | Место     |
| --------------------------------------------------------- | ---------- | --------- | --------- | --------- |
| Тадаси Накамура Мисао Кодатэ Акихиро Такидзава Коити Сато | 26 февраля | 6         | 1’32:52,4 | 14        |

### Бобслей

Схема трассы для бобслея, скелетона и саней в Олимпийском парке Калгари.

Соревнования прошли на бобслейно-санной трассе в Олимпийском парке Калгари.
Двойки (мужчины)
Соревнования двоек среди мужчин прошли 20 и 21 февраля.
| Боб   | Спортсмены                 | 1 заезд | 1 заезд | 2 заезд | 2 заезд | 3 заезд        | 3 заезд | 4 заезд | 4 заезд | Результат | Результат |
| Боб   | Спортсмены                 | Время   | Место   | Время   | Место   | Время          | Место   | Время   | Место   | Время     | Место     |
| ----- | -------------------------- | ------- | ------- | ------- | ------- | -------------- | ------- | ------- | ------- | --------- | --------- |
| JPN-1 | Такао Сакаи Наоми Татэваки | 58,32   | 15      | 1:00,39 | 21      | не финишировал | —       | —       | —       | —         | —         |
| JPN-2 | Юдзи Яку Тосио Вакита      | 58,57   | 19      | 1:00,58 | 23      | 1:01,51        | 25      | 1:00,38 | 22      | 4:01,04   | =20       |

Четвёрки (мужчины)
Соревнования четвёрок прошли 27 и 28 февраля.
| Боб   | Спортсмены                                       | 1 заезд | 1 заезд | 2 заезд | 2 заезд | 3 заезд | 3 заезд | 4 заезд | 4 заезд | Результат | Результат |
| Боб   | Спортсмены                                       | Время   | Место   | Время   | Место   | Время   | Место   | Время   | Место   | Время     | Место     |
| ----- | ------------------------------------------------ | ------- | ------- | ------- | ------- | ------- | ------- | ------- | ------- | --------- | --------- |
| JPN-1 | Такао Сакаи Тосио Вакита Юдзи Яку Наоми Татэваки | 57,36   | 17      | 58,15   | 16      | 57,68   | 22      | 58,16   | 16      | 3:51,35   | 18        |

### Фигурное катание

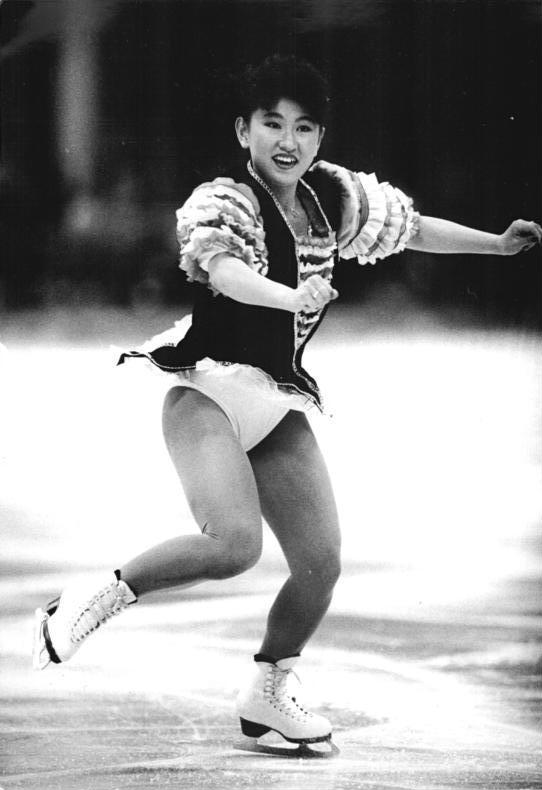
Мидори Ито

Соревнования прошли с во Дворце спорта «Олимпик Сэддлдоум» в Калгари. . Выступления фигуристов оценивались по старой шестибалльной системе, в которой каждый судья расставляет фигуристов по местам (чем меньше сумма мест, тем выше спортсмен окажется в итоговом протоколе).
Женщины — одиночное катание
Соревнования женщин в одиночном катании прошли 24, 25 и 27 февраля.
| Спортсменка                  | Обязательные фигуры | Короткая программа | Произвольная программа | TFP  | Место |
| ---------------------------- | ------------------- | ------------------ | ---------------------- | ---- | ----- |
| Дзюнко Ягинума (八木沼 純子) | 16                  | 15                 | 14                     | 29,6 | 14    |
| Мидори Ито                   | 10                  | 4                  | 3                      | 10,6 | 5     |

Мужчины — одиночное катание
Соревнования мужчин прошли 17, 18 и 20 февраля.
| Спортсмен             | Обязательные фигуры | Короткая программа | Произвольная программа | TFP  | Место |
| --------------------- | ------------------- | ------------------ | ---------------------- | ---- | ----- |
| Макото Кано (加納 誠) | 19                  | 19                 | 19                     | 38,0 | 17    |

Танцы на льду
Соревнования танцевальных пар прошли 21, 22 и 23 февраля.
| Спортсмены                                            | Обязательный танец | Оригинальный танец | Произвольный танец | TFP  | Место |
| ----------------------------------------------------- | ------------------ | ------------------ | ------------------ | ---- | ----- |
| Томоко Танака (田中 智子) Хироюки Судзуки (鈴木 弘幸) | 18                 | 18                 | 18                 | 36,0 | 18    |